# John M. Robinson
John M. Robinson (Georgetown, 1794. április 10. – Ottawa, 1843. április 25.) az Amerikai Egyesült Államok szenátora (Illinois, 1830–1841).